# Improphantes djazairi
Espèce
Synonymes
- Lepthyphantes djazairi Bosmans, 1985

Improphantes djazairi est une espèce d'araignées aranéomorphes de la famille des Linyphiidae.

## Distribution
Cette espèce est endémique d'Algérie. Elle se rencontre dans l'Atlas.

## Étymologie
Son nom d'espèce lui a été donné en référence au lieu de sa découverte, l'Algérie.

## Publication originale
- Bosmans, 1985 : Les genres Troglohyphantes Joseph et Lepthyphantes Menge en Afrique du Nord (Araneae, Linyphiidae) : Études sur les Linyphiidae nord-africaines, III. Revue arachnologique, vol. 6, p. 135-178.